# Camille Montagne
Pour les articles homonymes, voir Montagne (homonymie).
Camille Montagne, né le 15 février 1784 à Vaudoy-en-Brie et mort le 5 janvier 1866 à Paris 6e, est un médecin militaire, botaniste et mycologue français.

## Biographie
Fils d'un chirurgien, il est orphelin de père à l'âge de 9 ans. Embarqué à 14 ans comme aide-timonier à Toulon, il participe à l'expédition d'Égypte, puis entre dans l'administration maritime comme secrétaire du chef militaire de la marine. En 1802, déçu par la marine, il entreprend des études de médecine à Paris et prend gout à la botanique. Il devient chirurgien militaire en 1804, puis chirurgien en chef de l'armée du roi de Naples en 1815. Après avoir participé comme chirurgien à la campagne d'Espagne en 1823, il quitte l'armée, en 1832, après avoir servi deux ans comme chirurgien militaire à l’hôpital militaire de Sedan.
Il aime à étudier les langues vivantes, le latin et le grec, la musique en plus de la botanique, étudiant la flore de tous les pays où il séjourne. Sur les conseils de Deschamps, médecin à Saint-Omer, il se concentre sur les groupes les plus négligés : algues, champignons, lichens, mousses, hépatiques, pour lesquels il va se passionner.
Il est un des pionniers de la mycologie de la Guyane, d'où lui sont envoyées de nombreuses récoltes par Charles Eugène Leprieur (en), grand précurseur de la mycologie française. Elias Magnus Fries (1794-1878) lui dédie le genre Camillea  (Xylariaceae) en 1849. 
Il s’établit à Paris, au 12 rue des Beaux-Arts, où il vit de sa médiocre retraite de militaire, consacrant la deuxième partie de sa vie à l'étude des cryptogames cellulaires. Il fait partie de nombreuses sociétés savantes, d'académies, dont l’Académie de médecine, de la Société impériale d'agriculture, devient président de la Société botanique de France. Officier de la Légion d'honneur, il est élu membre de l'Académie des sciences en 1853.
Outre son grand œuvre, la Cryptogamia Guyanesis, Montagne a publié un très grand nombre d'articles scientifiques dans les bulletins de sociétés, annales, comptes rendus et mémoires de nombreuses académies

## Distinctions
- Officier de la Légion d'honneur

## Publications partielles
- (la) Cryptogamia Guyanesis : seu plantarum cellularium in Guyana Gallica annis 1835-1849, Paris, Victor Masson, 1855, 202 p. (OCLC 901357358, lire en ligne).